# Trichiocercus
Trichiocercus is een geslacht van vlinders van de familie tandvlinders (Notodontidae), uit de onderfamilie Thaumetopoeinae.

## Soorten
- T. fraterna Butler
- T. mesomelas Walker
- T. sparshalli Curtis
- T. stibosoma Butler